# Abarema obovata
Abarema obovata (obovate abarema) és una espècie de llegum del gènere Abarema de la família Fabaceae. És endèmica dels vessants boscoses de l'est i nord-central de Minas Gerais, Brasil.